# Arturo Rosenblueth Stearns
Arturo Rosenblueth Stearns (Ciudad Guerrero, Chihuahua 2 de octubre de 1900-Ciudad de México 20 de septiembre de 1970) fue un investigador, médico y fisiólogo mexicano, considerado como uno de los pioneros de la cibernética.

## Biografía
Sus primeros estudios los realiza en su natal Chihuahua, posteriormente estudia en Monterrey, México, en donde además estudiaba piano, factor que lo marcaría culturalmente y le ayudaría en su economía, al tocar acompañando a las películas mudas de la época y amenizando en restaurantes. Su interés por la ciencia se despertó cuando siendo estudiante de preparatoria, leyó algunos de los libros que Henri Poincaré dedicó al método científico
A los 17 años de edad se traslada a la Ciudad de México, en donde estudia Medicina en la Universidad Nacional de México, sin embargo, por problemas económicos lo hace en forma irregular. Gracias a un hermano Emilio Rosenblueth Stearns, consigue una beca para ir a Francia, donde concluye en la Universidad de París y obtiene el grado de Doctor en medicina en 1927. Regresa a México, para trabajar en la Escuela Nacional de Medicina como ayudante de fisiología y el siguiente año es nombrado profesor, cargo que ejerció durante tres años.
En 1930 obtiene una Beca Guggenheim para estudiar en el departamento de fisiología de la Universidad de Harvard, entonces dirigido por Walter Cannon. Por varios años trabajó con Cannon en temas relacionados con la transmisión química entre elementos nerviosos (Sinapsis).

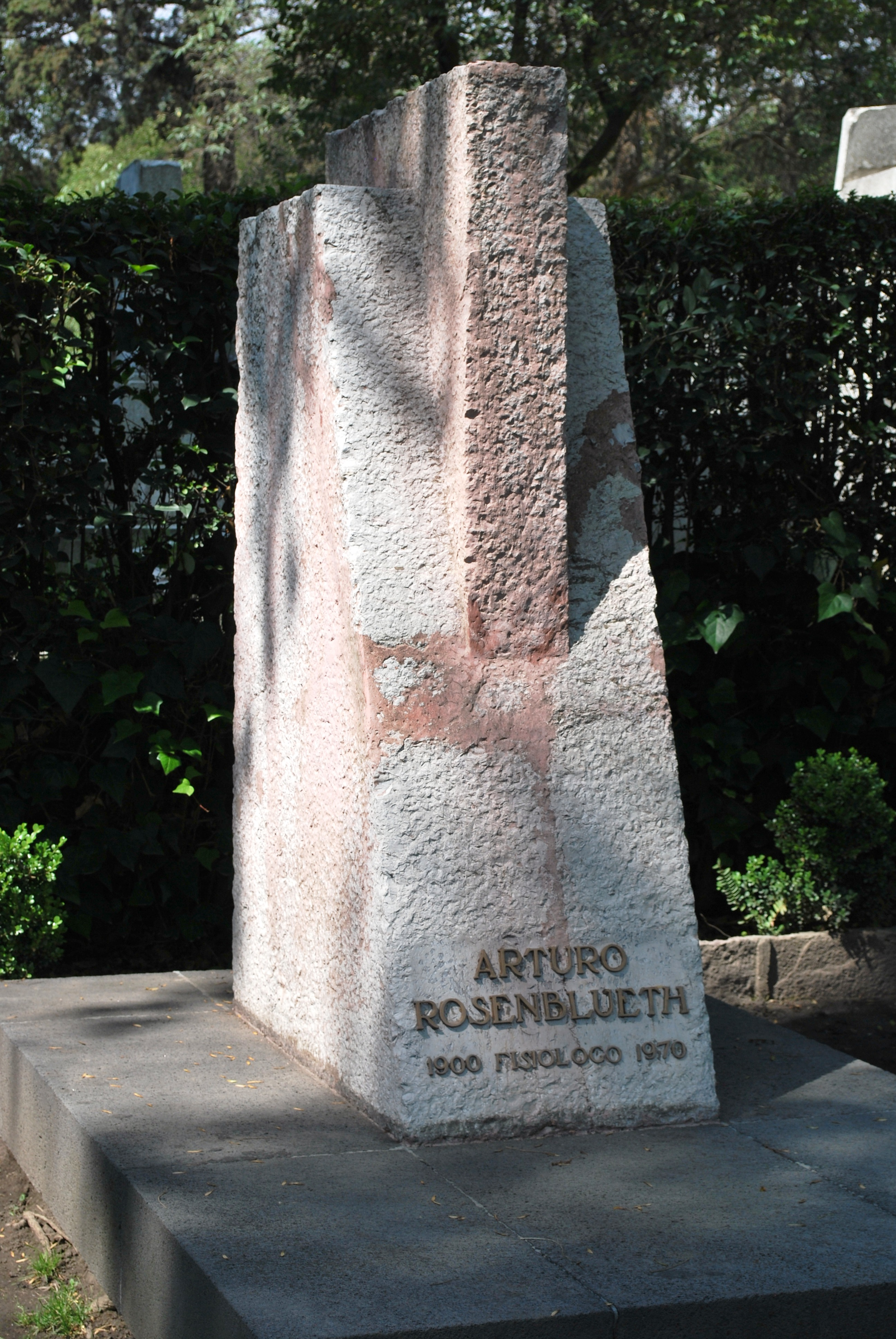
Sepulcro de Arturo Rosenblueth Stearns en la Rotonda de las Personas Ilustres (México)

Se casó con Virginia Thompson en los Estados Unidos en 1931. Entre 1931 y 1945 trabajó con varios especialistas, entre ellos Walter Cannon, Efrén del Pozo, H.G. Schwartz y Norbert Wiener, con el último de los cuales escribió Behavior, Purpose and Teleology, que, según el mismo Wiener, fijó las bases para la nueva ciencia de la cibernética. En los periodos de 1947-1949 y 1951-1952, Continuó trabajando al lado de Wiener bajo el auspicio de la Fundación Rockefeller.
Al final de la década de 1940, Rosenblueth vuelve a México para dirigir el departamento fisiología del recientemente creado Instituto Nacional de Cardiología ahora "Ignacio Chávez", en donde Cannon, Wiener, Luco y Osher trabajaron eventualmente, con lo que logra que México destaque en la investigación científica y la fisiología en especial. En 1943, se sugirió al Dr. Rosenblueth, para ocupar un lugar en la Universidad de Illinois, pero como le pedían que se naturalizara estadounidense, no aceptó.
En 1946 formó parte del grupo que fundó la Academia de la Investigación Científica. En 1960 funda el Centro de Investigación y Estudios Avanzados del Instituto Politécnico Nacional (Cinvestav).

## Cargos desempeñados
- Instructor de fisiología en Harvard. (1933)
- Profesor asistente de fisiología en Harvard. (1934 a 1944)
- Profesor de fisiología en la Universidad Nacional Autónoma de México
- Jefe del laboratorio de fisiología del Instituto Nacional de Cardiología. (1944 -1960)
- Jefe del departamento de fisiología y director del Cinvestav. (1961)

## Líneas de investigación
Se dedicó a los campos de la transmisión del impulso nervioso, la transmisión neuromuscular, la transmisión sináptica, la propagación de impulsos en el corazón, el control de la circulación de la sangre y de la fisiología de la corteza del cerebro. Publicó trabajos sobre la filosofía de las ciencias.
En 1949, 1950 y 1961, impartió cursos de método científico, en el Colegio Nacional. También impartió varios cursos de matemáticas e incluso de musicología.
Colaboró en la construcción de una máquina de retroalimentación voluntaria, que sirvió para explicar los síntomas del mal de Parkinson.

## Publicaciones trascendentes
- Rosenblueth, Arturo: Mente y Cerebro: una filosofía de la ciencia (Mind and Brain: a philosophy of science) México: Siglo XXI editores y El Colegio Nacional (1970) ISBN 968-23-1819-x y EEUA: MIT Press, Cambridge, Mass, (1970)
- Rosenblueth, Arturo; Cannon Walter : Fisiología del sistema nervioso autónomo (Physiology of the Autonomous Nervous System) México: El Colegio Nacional (1995) ISBN 970-640-032-X
- Rosenblueth, Arturo; Wiener, Norbert; Bigelow, Julian: Behavior, Purpose and Teleology (1943)
- Rosenblueth, Arturo: "The supersensitivity of denervated structures" Cambridge: Massachusetts Institute of Technology Press, (1950)
- Taylor, Richard; Rosenblueth, Arturo; Norbert, Wiener: Controversia sobre la intencionalidad del comportamiento México: UNAM Dirección general de publicaciones (1987) ISBN 968-36-0358-0

## Reconocimientos
Miembro del Colegio Nacional desde el 6 de octubre de 1947. Fue nominado al Premio Nobel de Fisiología o Medicina en 1952. En 1961 creó y entró al frente de la dirección del Centro de Investigaciones y Estudios Avanzados (CINVESTAV) del Instituto Politécnico Nacional, puesto que ocupó hasta junio de 1970. En 1966 ganó el Premio Nacional de Ciencias. Arturo Rosenblueth murió el 20 de septiembre de 1970. El 7 de enero de 1974, sus cenizas fueron depositadas en la Rotonda de las Personas Ilustres, al acorde de su gustada Sinfonía n.º 7 de Beethoven.
En 1978 un grupo de profesionistas mexicanos interesados en el desarrollo de la tecnología para la solución de problemas relevantes, adoptó el nombre de Arturo Rosenblueth y creó la Fundación Arturo Rosenblueth.